# FGM-148 Javelin
De FGM-148 Javelin (vaak afgekort naar Javelin) is een antitankraket ontworpen in de Verenigde Staten als vervanging van de M47 Dragon die niet krachtig genoeg was om de hedendaagse bepantsering te doordringen.
De Javelin werd vanaf maart 2022 in grote aantallen door de Verenigde Staten en andere NAVO-landen geleverd aan Oekraïne en was zeer succesvol in de Russisch-Oekraïense Oorlog. Het wapen kreeg in dat land een mythische status en er werden zelfs kinderen naar vernoemd.

## Gebruikers
Dit is de lijst van landen die de FGM-148 Javelin gebruiken:
| Land                         | Aantal aangeschaft                        |
| ---------------------------- | ----------------------------------------- |
| Australië                    | 92                                        |
| Bahrein                      | 13                                        |
| Frankrijk                    | 76                                        |
| Georgië                      | Onbekend                                  |
| Ierland                      | Onbekend                                  |
| India                        | Nog niet beslist, misschien meer dan 1000 |
| Jordanië                     | 1970                                      |
| Litouwen                     | 40                                        |
| Oekraïne                     | 37                                        |
| Nieuw-Zeeland                | 24                                        |
| Noorwegen                    | 100                                       |
| Oman                         | 30                                        |
| Taiwan                       | 380                                       |
| Tsjechië                     | 3                                         |
| Verenigde Arabische Emiraten | Onbekend                                  |
| Verenigd Koninkrijk          | Onbekend                                  |
| Verenigde Staten             | Onbekend                                  |

### Geïnteresseerden
Dit is de lijst van landen die de FGM-148 Javelin willen aanschaffen:
- Koeweit
- Qatar
- Saoedi-Arabië